# The Business Trip
The Business Trip es un álbum en vivo de Hawkwind, lanzado en 1994 por Emergency Broadcast System Records.
El disco fue grabado durante la gira promocional de "It Is the Business of the Future to Be Dangerous".

## Lista de canciones
1. "Altair" [o "Wave Upon Wave"] (Alan Davey (musician)|Alan Davey) – 1:02
2. "Quark, Strangeness And Charm" (Robert Calvert, Dave Brock) – 6:24
3. "L.S.D." (Davey, Richard Chadwick) – 5:30
4. "The Camera That Could Lie" (Brock) – 6:55
5. "Green Finned Demon" (Calvert, Brock) – 6:32
6. "Do That" [o "You Shouldn't Do That"] (Nik Turner, Brock) – 3:09
7. "The Day A Wall Came Down" (Brock) – 3:32
8. "Berlin Axis" (Brock) – 2:27
9. "Void Of Golden Light" [o "The Golden Void"] (Brock) – 5:50
10. "The Right Stuff" (Calvert) – 5:31
11. "Wastelands" (Brock) – 2:10
12. "The Dream Goes On" [o "The Iron Dream"] (Simon King) – 1:56
13. "Right To Decide" (Brock) – 7:31
14. "The Dream Has Ended" [o "You Know You're Only Dreaming"] (Brock) – 4:44
15. "This Future" [o "Welcome To The Future"] (Calvert) – 1:52
16. "Terra Mystica" (Brock) – 8:00 – bonus track en vinilo y CD Atomhenge

## Personal
- Dave Brock: guitarra, voz, teclados
- Alan Davey: bajo, voz
- Richard Chadwick: batería